# 宝生院 (香川県土庄町)
宝生院（ほうしょういん、寳生院）は、香川県小豆郡土庄町上庄412にある高野山真言宗の寺院。山号は皇踏山。本尊は地蔵大菩薩。小豆島霊場第54番札所。国指定特別天然記念物である「宝生院のシンパク」を有する。

## 歴史

### 伝承

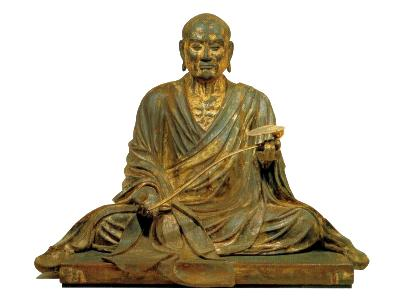
宝生院の開山と伝わる行基

応神天皇が小豆島行幸の際に手植えしたという伝承を持つ「宝生院のシンパク」があり、シンパクの樹齢は1500年以上とされる。
伝承によるとその後、奈良時代の天平年間（729年～749年）に行基が小豆島を訪れた際、行基が造立した一宇が宝生院である。小豆島で行基が開いたと伝わる寺院は宝生院のほかに、草壁の清見寺、安田の栄光寺などもある。山号の皇踏山は標高393.7メートルの皇踏山に由来する。

### 中興
室町時代初期の明徳年間（1390年～1394年）、増吽上人によって中興されたと伝わる。かつては真言宗大覚寺派中本寺だったが、現在は高野山真言宗（高野派）である。

### 近現代

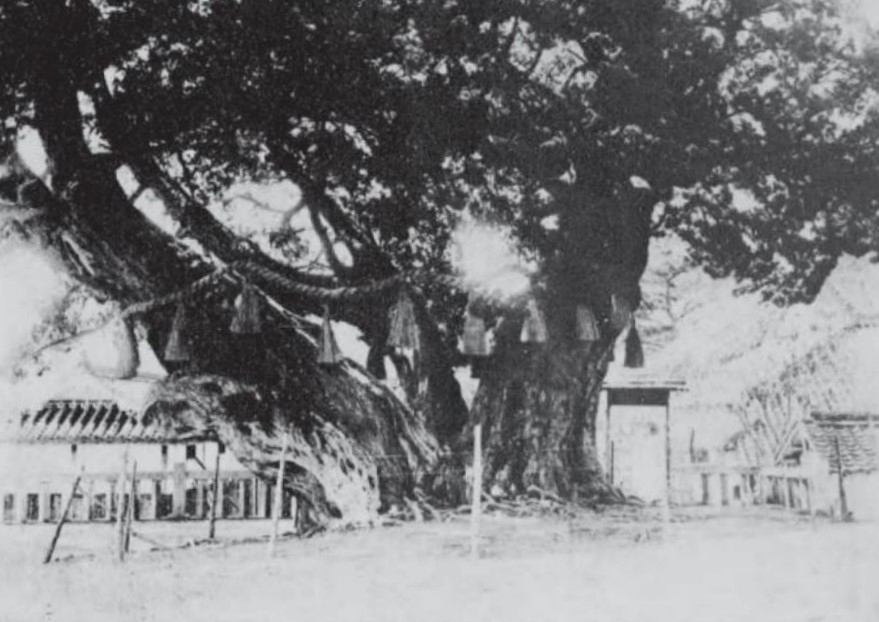
1922年のシンパク

1882年（明治15年）頃に本堂が再建された際、シンパクを伐採・売却して再建費用に充てる案もあったが、篤志家が伐採計画を遺憾に思い、講を作って再建費用としたという。
1920年（大正9年）時点の住職は福原常観であり、福原常観の代に本堂と大師堂が再建された。1922年（大正11年）10月12日にはシンパクが国指定天然記念物に指定された。1936年（昭和11年）時点の檀家数は175戸だった。

### 現代
1950年（昭和25年）3月、昭和天皇は四国巡幸の途中で小豆島の土庄港にも立ち寄った。その折、淵崎村長の井上文平は昭和天皇に宝生院のシンパクを紹介したがったとするが、時間の関係で実現していない。1955年（昭和30年）8月22日には国指定特別天然記念物に指定された。
2016年（平成28年）3月5日、地元有志らによって「宝生院のシンパク保存会」が設立された。保存会によってシンパクの周囲の木道の整備が行われ、2018年（平成30年）10月7日には完成竣工式が開催された。

## 境内

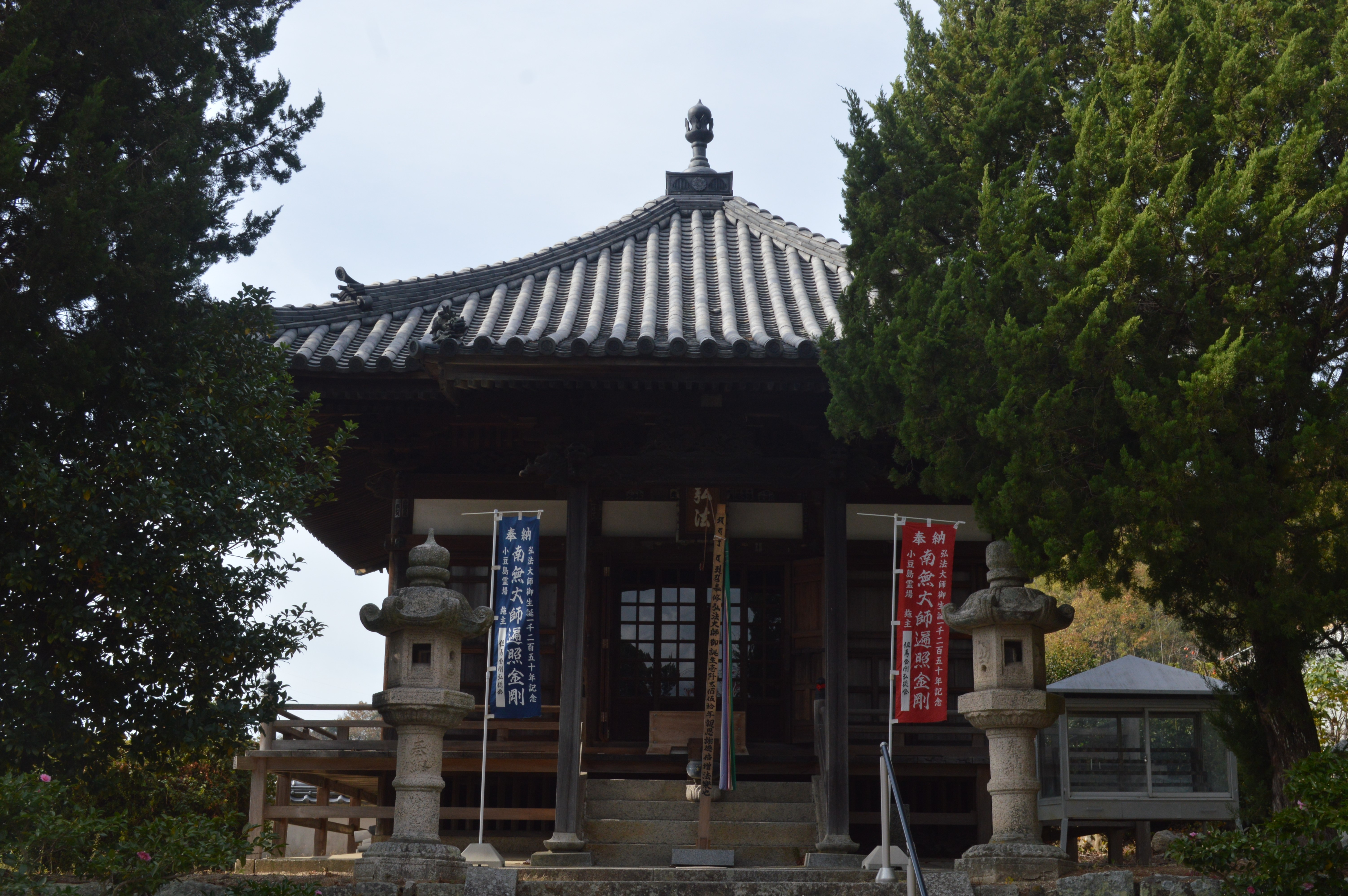
大師堂

本堂は小豆島霊場第54番札所となっている。境内には第51番札所の宝幢坊（ほうどうぼう）、第52番札所の旧八幡宮もある。
- 本堂 - 小豆島霊場第54番札所。
- 大師堂
- 寺務所 客殿
- 宝幢坊 - 小豆島霊場第51番札所。神仏分離に伴う廃仏毀釈運動の際に宝生院に移された。
- 旧八幡宮 - 小豆島霊場第52番札所。神仏分離に伴う廃仏毀釈運動の際に宝生院に移された。
- 鐘楼堂
- 稲荷宮
- 休憩処
- 宝生院のシンパク

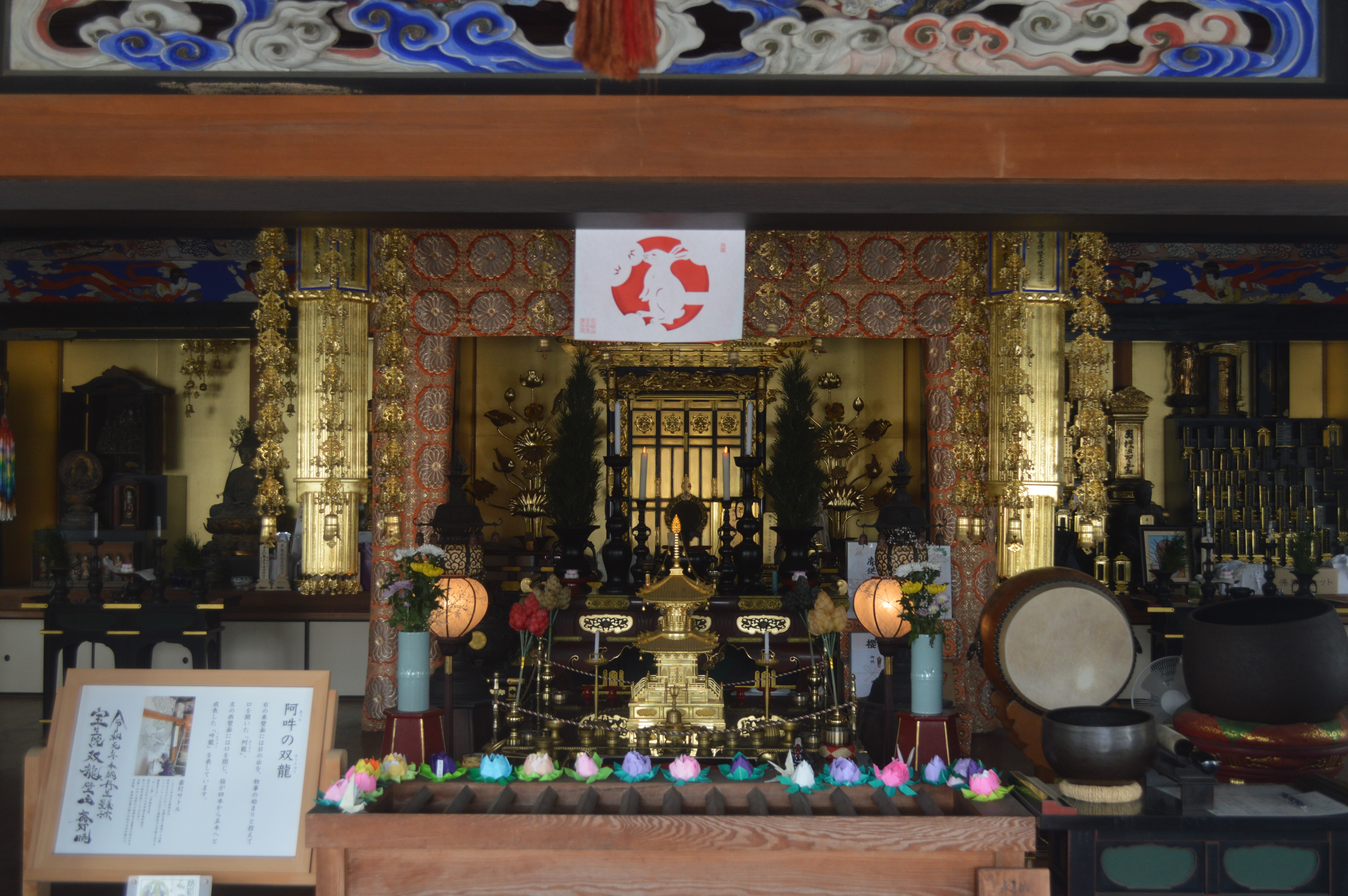
本堂の内陣
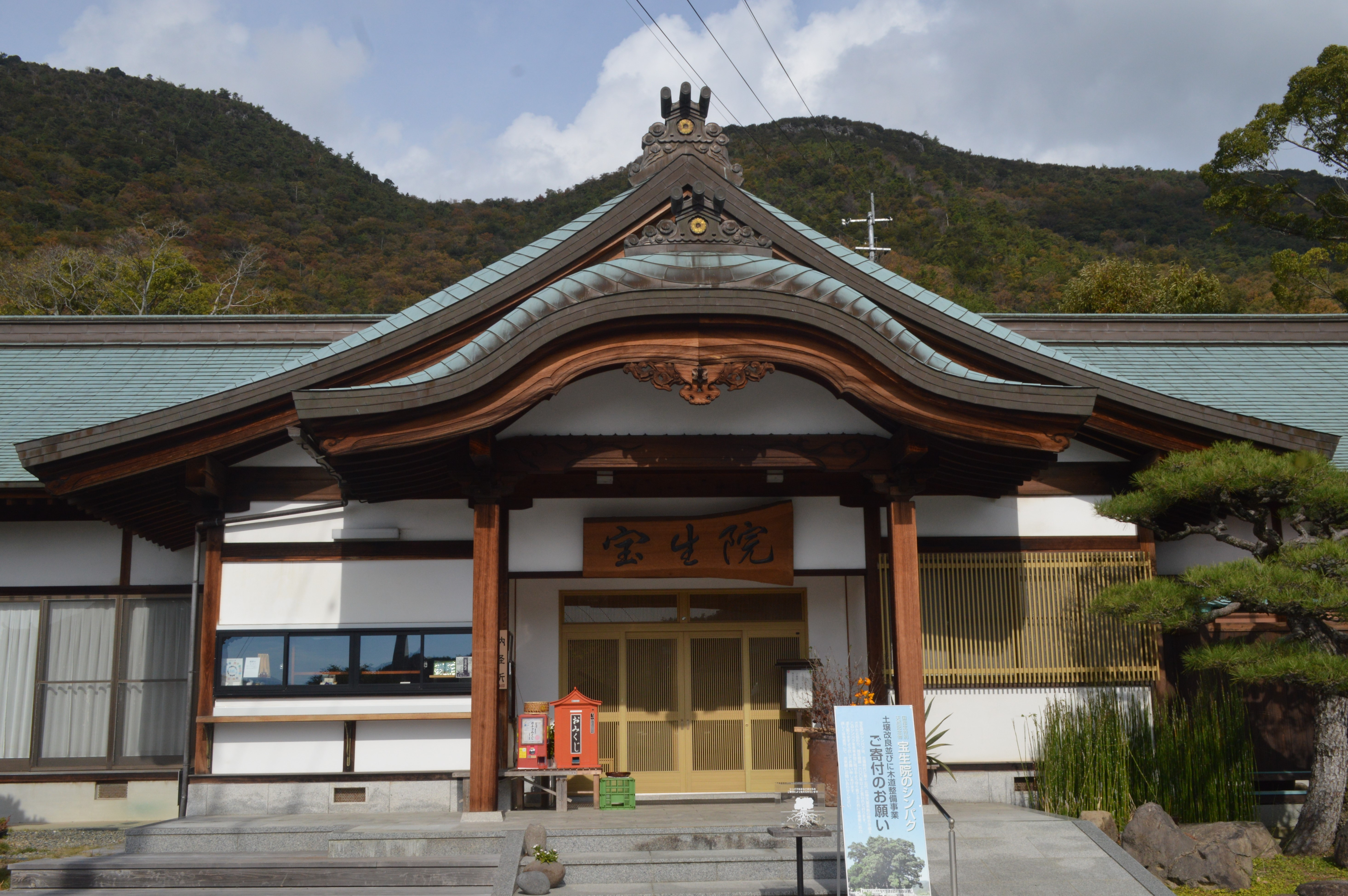
寺務所
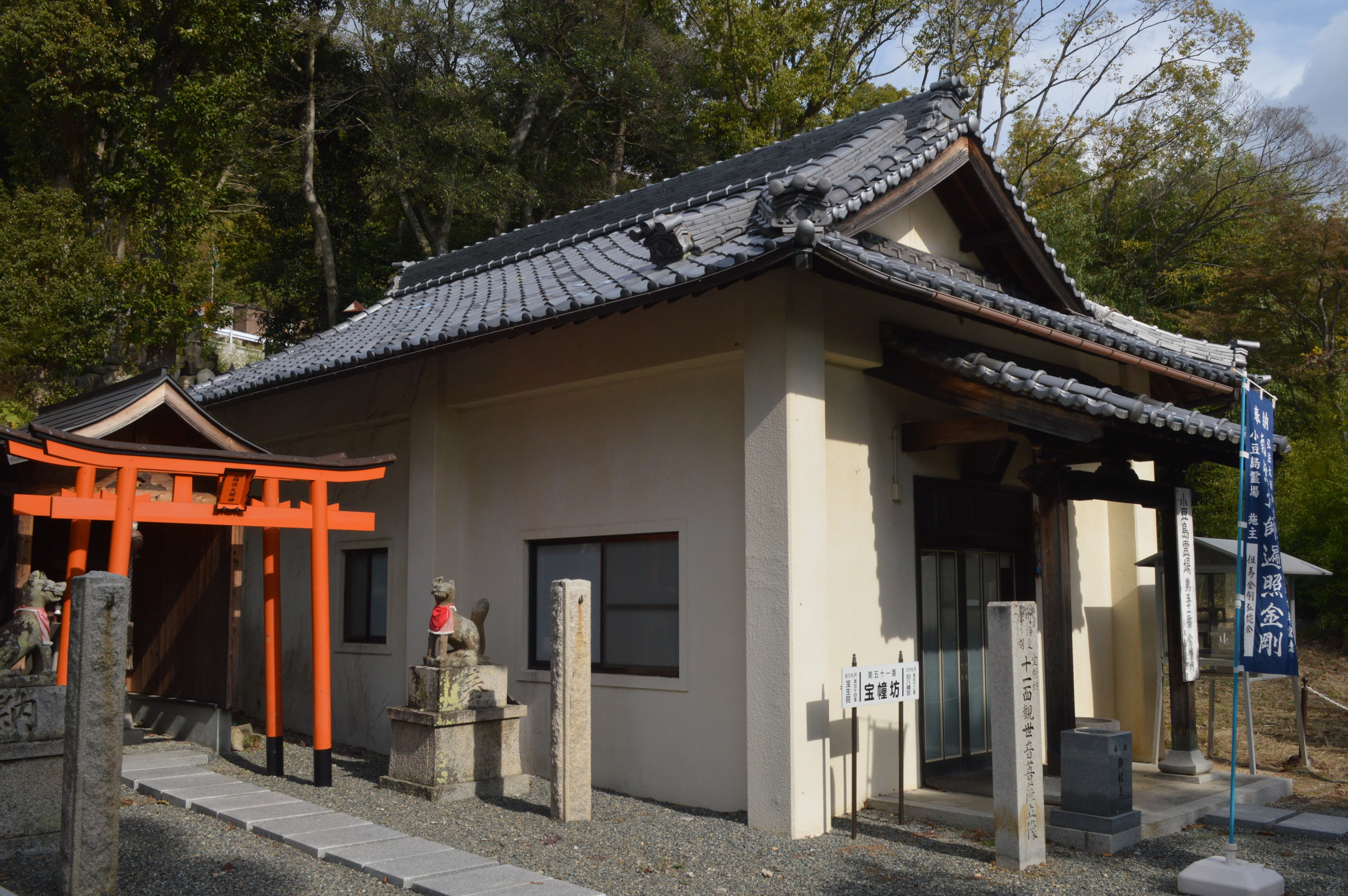
宝幢坊

## 行事
- 毎月24日 - 地蔵大菩薩法要
- 2月15日 - 聴聞会（涅槃会）
- 12月初旬 - シンパクしめ縄奉納
- 12月31日 - 年越し除夜の鐘

## 文化財

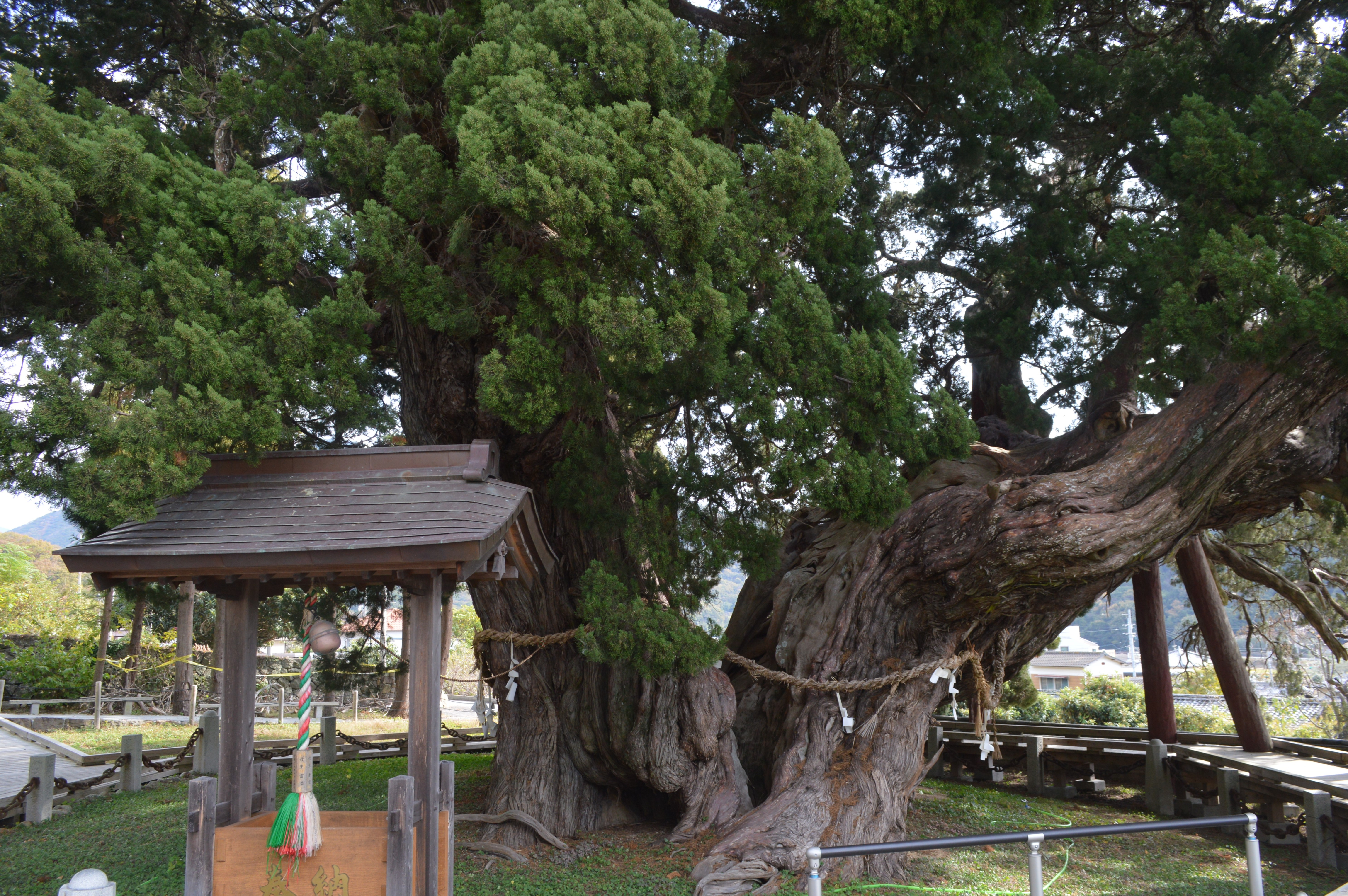
宝生院のシンパク

### 国指定特別天然記念物
- 「宝生院のシンパク」- 1922年（大正11年）10月12日に国指定天然記念物に指定[1][2][4][11]。1955年（昭和30年）8月22日に国指定特別天然記念物に指定[1][2][4]。

### 土庄町指定文化財
- 「宝憧坊木造十一面観世音菩薩立像」 - 1980年（昭和55年）4月22日に土庄町指定文化財に指定[10]。

## 交通アクセス
- 小豆島オリーブバス「北山」バス停から徒歩約5分
- 土庄港から車で約15分